# Groot-Germaanse Rijk

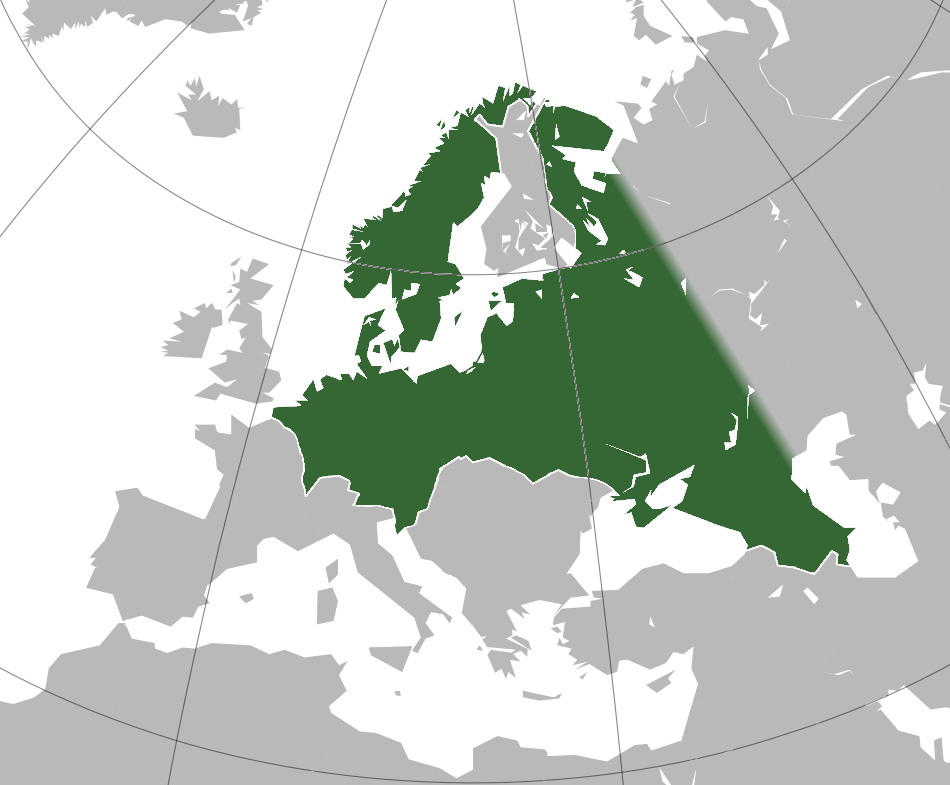
Grenzen van het geplande "Groot-Germaanse Rijk" gebaseerd op verscheidene, slechts gedeeltelijke plannen (zoals het Generalplan Ost) van nazi-Duitsland en het hoofd van de SS

Het Groot-Germaanse Rijk (Duits: Großgermanisches Reich), de volledige naam was het Groot-Germaanse Rijk der Duitse Natie (Duits: Großgermanisches Reich Deutscher Nation), is de officiële staatsnaam van de politieke entiteit die nazi-Duitsland probeerde te vestigen in Europa tijdens de Tweede Wereldoorlog. Albert Speer verklaarde in zijn memoires dat Hitler ook naar deze beoogde staat verwees als het Teutoonse Rijk der Duitse Natie, hoewel het onduidelijk is of Speer het nu zelden voorkomende woord "Teutoons" gebruikte als een Engels synoniem voor "Germaans". Hitler vermeldde ook een toekomstige Germaanse Staat der Duitse Natie (Duits: Germanische Staat Deutscher Nation) in Mein Kampf.
Er werd verwacht van dit pangermaanse rijk dat het praktisch heel Germaans Europa zou assimileren in een enorm rijk. Territoriaal gezien omvatte dit het reeds vergrote Duitse Rijk zelf (bestaande uit Duitsland, Oostenrijk, Bohemen, Moravië, Elzas-Lotharingen, de Oostkantons, Memelland, Sloveens Styrië, Gorenjska, Zuid-Karinthië en het door Duitsers bezette Polen), Nederland, het Vlaamse deel van België, Luxemburg, Denemarken, Noorwegen, Zweden, IJsland, in ieder geval het Duitstalige deel van Zwitserland, en Liechtenstein. De opmerkelijkste uitzondering hierop was het overwegend Angelsaksische Verenigd Koninkrijk. Dit zou niet herleid worden tot een Duitse provincie, maar in de plaats daarvan tot een geallieerde zeevarende partner van de Duitsers.
Daarnaast moesten de westelijke grenzen met Frankrijk terug gebracht worden tot deze van het vroegere Heilige Roomse Rijk, wat zou betekenen dat Duitsland heel Wallonië, Franstalig Zwitserland, en grote delen van Noord- en Oost-Frankrijk moest annexeren. Toen Duitslands bondgenoot Fascistisch Italië zich terugtrok uit de oorlog in 1943, werden omvangrijke gebieden van Noord-Italië klaargestoomd voor een directe aansluiting. Een enorme territoriale expansie in Oost-Europa onder Duits leiderschap zou ook plaatsgevonden hebben, waar de volkeren van de Germaanse landen naartoe zouden trekken als kolonisten (zie Lebensraum).